# Грищук Леонід Андрійович
Леонід Андрійович Грищук (нар. 24 квітня 1953, м. Тбілісі, Грузія) — український вчений у галузі медицини, доктор медичних наук (2007), професор (2007), професор кафедри пропедевтики внутрішньої медицини та фтизіатрії, завідувач курсу фтизіатрії Тернопільського національного медичного університету імені І. Я. Горбачевського.

## Життєпис
У 1982 році закінчив з відзнакою Тернопільський державний медичний інститут (нині університет).
Працював столяром Тернопільського заводу торговельного обладнання (1970—1972), клінічним ординатором кафедри фтизіатрії Тернопільського медичного інституту (1982—1984), лікарем—терапевтом Тернопільського обласного фтизіо—пульмонологічного МСЕК (1984—1998).
Від 1998 року працює у Тернопільському медичному університеті: асистент, в. о. завідувача кафедри, завідувач кафедри фтизіатрії, доцент, професор пропедевтики внутрішньої медицини та фтизіатрії; секретар Вченої ради.
Лікар вищої категорії за спеціальностями «фтизіатрія», «терапія».
Член Європейського респіраторного товариства (польська група) з 2018 року.

## Наукова діяльність
У 1991 році захистив кандидатську дисертацію на тему «Супровідні захворювання органів травлення та ентеральне засвоєння вуглеводів у хворих на туберкульоз легень» за спеціальністю 14.00.26 — фтизіатрія та 14.00.05 — внутрішні хвороби.
У 2007 році захистив докторську дисертацію на тему «Клініко-патогенетичне обґрунтування лікування та профілактики легеневих кровохаркань і кровотеч у хворих на туберкульоз» за спеціальністю 14.00.26 — фтизіатрія.
Наукові інтереси: діагностика, лікування і профілактика туберкульозу, невідкладні стани і супутні захворювання у фтизіатрії і пульмонології.

## Науковий доробок
Є автором і співавтором понад 241 наукової публікації, 3 патентів на винахід, 3 монографій та 10 підручників і навчальних посібників з фтизіатрії (з яких 2 — англійською мовою).
Основні наукові праці:
- Грищук Л. А. Частота і структура порушень гепатобіліарної системи у хворих на туберкульоз легень. — Інфекційні хвороби, 2002. — Випуск 4. — С. 55—57.
- Грищук Л. А. Туберкульоз і грип. — Інфекційні хвороби, 2013. — Випуск 3. — С. 5—9. Грищук Л. А. Результати лікування хворих на вперше діагностований туберкульоз легень з остеопенічним синдромом. — Інфекційні хвороби, 2013. — Випуск 3. — С. 53—55.
- Фтизіатрія: національний підручник / В. І. Петренко, Л. Д. Тодоріко, Л. А. Грищук та ін.; за ред. В. І. Петренка.- К. : ВСВ «Медицина» , 2015. — 472 c. https://www.medpublish.com.ua/phtiziatrija-pidruchnik-vnz-v-r-a-v-petrenko-ld-todoriko-os-shevchenko-ta-in-za-red-v-petrenka/p-688.html [Архівовано 1 вересня 2021 у Wayback Machine.]
- Phthisiology: textbook / V.I.Petrenko, O.K.Asmolov, M.G. Boyko, M.M. Hryshyn, L.A. Gryshchuk et al.; edited dy V.I. Petrenko / –K.: AUS Medicine Publishing. 2015. — 416 p. https://www.medpublish.com.ua/phthisiology-phtiziatrija-pidruchnik-vnz-v-r-a-v-petrenko-ld-todoriko-la-grischuk-ta-in-za-red-v-petrenka/p-715.html [Архівовано 1 вересня 2021 у Wayback Machine.]
- Фтизиатрия: нац. учеб. / В. И. Петренко, Л. Д. Тодорико, О. С. Шевченко, Л. А. Грищук и др.; под ред. В. И. Петренко.– К.: ВСИ «Медицина»,2016. — 440 с.
- Grzegorz Brozek, Joshua Lawson, Andrei Shpakou, Olga Fedortsiv, Leonid Hryshchuk, Donna Rennie, Jan Zejda Childhood asthma prevalence and risk factors in three Eastern European countries — the Belarus, Ukraine, Poland Asthma Study (BUPAS): an international prevalence study // BMC Pulmonary Medicine (2016) 16:11 DOI 10.1186/s12890-016-0172-x. https://www.ncbi.nlm.nih.gov/pmc/articles/PMC4712510/
- Hryshchuk L., Okusok О., Boiko T., Lykhatska H., Radetska L. / Functional hepatic disorders in the patients with first diagnosed pulmonary tuberculosis // Georgian medical news — 2017 — № 10 (271) — Р. 43–55. https://pubmed.ncbi.nlm.nih.gov/29099701/ [Архівовано 1 вересня 2021 у Wayback Machine.]
- Sergiy I. Klymnyuk, Leonid A. Hryshchuk, Mukola O. Vynnychuk, Tetiana V. Boiko, Iryna V. Smachylo, Galyna V. Lykhatska, Ivan I. Smachylo. Diagnostic chemoresistant mycobacterium tuberculosis in the Ternopil region of Ukraine / Wiad Lek. 2020;73(5):959-962. DOI:10.36740/WLek202005122 https://pubmed.ncbi.nlm.nih.gov/32386376/ [Архівовано 1 вересня 2021 у Wayback Machine.]
- Фтизиатрия: нац. учеб. / В. И. Петренко, Л. Д. Тодорико, О. С. Шевченко, Л. А. Грищук и др.; под ред В. И. Петренко.– К.: ВСИ «Медицина»,2016. — 440 с.

## Нагороди
- Бронзова медаль «За заслуги перед Польським Товариством Захворювань Легень» (2010).
- Грамота міського голови Тернополя (2017)[7].